# جيوفاني فالكوني
جيوفاني فالكوني (بالإيطالية: Giovanni Falcone)‏ (18 مايو 1939 باليرمو - 23 مايو 1992) قاض إيطالي قضى حياته في محاكمة المافيا الصقلية كوزا نوسترا. اغتالته المافيا مع زوجته و ثلاثة من حراسه في انفجار قنبلة بلغ وزنها 350 كلغ من الديناميت تحت الطريق السريع من مطار بونتا ريسي لباليرمو بالقرب من بلدة كاباتشي.